# クィントゥス・プブリリウス・ピロ
クィントゥス・プブリリウス・ピロ（Quintus Publilius Philo）は、プレブス（平民）出身の紀元前4世紀の共和政ローマの政治家・軍人。執政官（コンスル）を四度、独裁官（ディクタトル）も一度務めた。またプレブス出身者としては初めて、法務官（プラエトル）に就任した。

## 出生
クィントゥス・プブリリウス・ピロはプレブスであるプブリリウス氏族であるが、紀元前4世紀にはローマの指導的氏族（後のノビレス、新貴族）となっていた。カピトリヌスのファスティ（執政官一覧）によると、彼の父も祖父も同じプラエノーメン（個人名、ファーストネーム） - クィントゥスを名乗っている（紀元前384年の護民官にクィントゥス・プブリリウスの名前がある）。
プブリリウス氏族が歴史に登場するのは、紀元前472年にウォレロ・プブリリウス（en）が護民官に選出されたときである。ウォレロは重要な二つの法案を通しているが、これによって護民官の権力が強化された。他のプブリリウス氏族の出身者としては、紀元前400年の執政武官ルキウス・プブリリウス・ピロ・ウルスクス、紀元前399年の執政武官ウォレロ・プブリリウス・ピロがある。

## 経歴
クィントゥス・プブリリウスの名前が最初に現れるのは紀元前352年である。このとき多くのローマ市民が借金の利息に苦しんでおり、早急に解決すべき事項であった。執政官プブリウス・ウァレリウス・ポプリコラとガイウス・マルキウス・ルティルスは「5人委員会（メンサリウス）」を設立し、クィントゥス・プブリリウスもこの委員の一人に選ばれている。この委員会は、「債務者の貧困ではなく過失によって遅れた支払いは、返済を保証させて国が立て替えるか、債務者の資産を正当に評価して、ここから支払う」という方法で解決した。この時のメンサリウスの同僚には、パトリキ（貴族）であるアエミリウス氏族とパピリウス氏族や、プレブス（平民）であるデキウス氏族がおり、クィントゥス・プブリリウスの後年の政治家としてのキャリアにも関わっている。
紀元前339年、一度目の執政官に就任するが、前任者の一人はプブリウス・デキウス・ムスであり、クィントゥス・プブリリウスの同僚執政官はティベリウス・アエミリウス・マメルキヌスであった。この時は第二次ラティウム戦争（紀元前340年-紀元前338年）の最中であり、前年の紀元前340年にはローマ軍はウェスウィウスの戦い（en）とトリファヌムの戦い（en）でラティウム同盟軍を撃破していた。しかし、紀元前339年にラティウム同盟は再び反乱、クィントゥス・プブリリウスはフェネクタヌス平原の戦いでラティウム同盟軍に勝利、クィントゥス・プブリリウスは同盟軍の降伏を受け入れ、ローマに戻って凱旋式を実施した。
同僚が凱旋式の栄誉に浴することを聞いたティベリウス・アエミリウスは、戦場を放棄して自らも凱旋式を要求、パトリキでありながら元老院と対立しプレブスを煽った。戦争は継続中であり、元老院は執政官を抑えるため司令官として独裁官の指名を命じた。しかしその時輪番で執行権を持っていたティベリウス・アエミリウスは、プレブスであるクィントゥス・プブリリウスを独裁官に指名。彼は同僚に同調し、この権利を持っていくつかの法律を成立させている。特に、プレブス民会での決議が強制力を持つことが、元老院で承認された。また監察官（ケンソル）の一人をプレブスから選出することになった。これらの法はプレブスの政治権力の拡大を意味し、またプレブスから新たな貴族階級が生まれたことを意味した。しかし、現代の研究者は、これに疑問を呈している。執政官の一人が独裁官となった場合、独裁官は外交・軍事に専念し、内政には関与しないはずである。内容も紀元前287年のホルテンシウス法と類似しており、リウィウスのような古代の歴史家が重複記載をしたのではないかと考えられている。
2年後の紀元前337年、執政官ガイウス・スルピキウス・ロングスの反対にもかかわらず、クィントゥス・プブリリウスは法務官選挙に勝ち、翌紀元前336年にプレブス出身の最初の法務官として就任した。結果として、執政官と法務官というローマの政治職の上位2つが、プレブスに開放されることとなった。しかしながら、既に執政官がプレブスに解放されており、それより下位の法務官に元老院はあまりこだわらなかったという。
紀元前335年には、独裁官ルキウス・アエミリウス・マメルキヌス・プリウェルナスの副官であるマギステル・エクィトゥムに任命されているが、これは選挙管理のためであった。紀元前332年には、スプリウス・ ポストゥミウス・アルビヌスと共に監察官に就任。戸口調査を行い、ラティウム戦争の結果新たにローマに属することとなった「市民」を管理するために、新たな2つのトリブス（行政区）、マエキア区とスカプティア区を設立している。
紀元前327年、クィントゥス・プブリリウスは二度目の執政官に就任した。この年にはカンパニアのクーマエ人都市であるパラエポリス（ネアポリス近郊）との紛争があり、これが第二次サムニウム戦争の引き金となった（ネアポリス占領）。クィントゥス・プブリリウスはパラエポリス攻略のための軍を率いて出征した。パラエポリスにはサムニウム人とノラからの援軍が入っていたが、クィントゥス・プブリリウスはその年の終わりまでにパラエポリスとネアポリスを分断する事に成功していた。これを継続させるため、戦争終結まで軍の指揮権（インペリウム）を有することを命じる法案が民会で可決され、これがローマ史上最初のプロコンスル（前執政官）となった。翌紀元前326年、味方であるはずのサムニウム人の非道な仕打ちに反感を募らせた市内の指導者の一部が内応し、クィントゥス・プブリリウスはパラエポリスの占領に成功した。この勝利によって、二度目の凱旋式を実施する栄誉を得た。
カウディウムの戦いでローマ軍がサムニウム軍に大敗北を喫した翌年の紀元前320年、クィントゥス・プブリリウスは三度目の執政官に就任した。この年のローマ軍の活動ははっきりせず、したがってクィントゥス・プブリリウスと同僚執政官のルキウス・パピリウス・クルソルの行動に関しても、現代の研究者は確信を持っていない。紀元前315年、四度目の執政官に就任、同僚は再びルキウス・パピリウスであった。詳細はやはり不明である。
クィントゥス・プブリリウスに関する最後の記録は、紀元前314年のできごとに関連するものである。独裁官ガイウス・マエニウスが、カプアで行われていた陰謀の調査範囲を、ローマ内部のノビレスにまで広げたため反感を買い、独裁官を辞任した後裁判にかけられたが無罪となった。同時にクィントゥス・プブリリウスも幾多の実績を疎まれノビレスに告発されたが無罪となっている。このときにはすでに60歳を超えていたと思われる。

## 参考資料

### 古代資料
- Titus Livy. The history of Rome from the founding of the city. - M. , 1989. - T. 1. - 576 p. - ISBN 5-02-008995-8.
- Fasti Capitolini.

### 文献
- Broughton R. Magistrates of the Roman Republic. - New York, 1951. - Vol. I. - P. 600.
- Münzer F. Publilius // Realencyclopädie der classischen Altertumswissenschaft. - 1959. - Bd. XXIII, 2. - Kol. 1906-1909.
- Münzer F. Publilius 11 // Realencyclopädie der classischen Altertumswissenschaft. - 1959. - Bd. XXIII, 2. - Kol. 1912-1916.